# Leśniki (Owieczki)
Leśniki – (hist. Lesiak) część wsi Owieczki w Polsce położona w województwie łódzkim, w powiecie sieradzkim, w gminie Klonowa.
Lesiak wg tabeli miast, wsi, osad Królestwa Polskiego z 1827: Województwo Kaliskie, Obwód Sieradzki, Powiat Sieradzki, Parafia Uników, własność prywatna. Ilość domów 2, ludność 17, odległość od miasta obwodowego 4km.
W latach 1975–1998 Leśniki administracyjnie należały do województwa sieradzkiego.